# Elizabeth (Louisiana)
Elizabeth ist eine Kleinstadt (mit dem Status „Town“) im Allen Parish im US-amerikanischen Bundesstaat Louisiana. Das U.S. Census Bureau hat bei der Volkszählung 2020 eine Einwohnerzahl von 417 ermittelt.

## Geografie
Elizabeth liegt im mittleren Südwesten Louisianas auf 30°52′07″ nördlicher Breite und 92°47′35″ westlicher Länge. Das Stadtgebiet erstreckt sich über eine Fläche von 4,28 km².
Benachbarte Orte von Elizabeth sind Glenmora (32,2 km nordöstlich), Oakdale (16,6 km ostsüdöstlich) und Pitkin (16,7 km nordwestlich).
Die nächstgelegenen größeren Städte sind Baton Rouge (191 km ostsüdöstlich), Lafayette (129 km südöstlich), Beaumont in Texas (183 km westsüdwestlich) und Shreveport (246 km nordnordwestlich).

## Verkehr
Im Stadtgebiet von Elizabeth treffen die Louisiana Highways 10 und 112 zusammen. Alle weiteren Straßen sind untergeordnete Landstraßen, teils unbefestigte Fahrwege sowie innerörtliche Verbindungsstraßen.
Mit dem Allen Parish Airport liegt 23,2 km südsüdöstlich ein kleiner Flugplatz. Die nächsten Großflughäfen sind der Louis Armstrong New Orleans International Airport (299 km ostsüdöstlich) und der George Bush Intercontinental Airport in Houston (305 km westsüdwestlich).

## Bevölkerung
Nach der Volkszählung im Jahr 2010 lebten in Elizabeth 532 Menschen in 185 Haushalten. Die Bevölkerungsdichte betrug 124,3 Einwohner pro Quadratkilometer. In den 185 Haushalten lebten statistisch je 2,88 Personen.
Ethnisch betrachtet setzte sich die Bevölkerung zusammen aus 97,2 Prozent Weißen, 0,6 Prozent Afroamerikanern sowie 2,1 Prozent amerikanischen Ureinwohnern; 0,1 Prozent (eine Person) stammten von zwei oder mehr Ethnien ab. Unabhängig von der ethnischen Zugehörigkeit waren 0,8 Prozent der Bevölkerung spanischer oder lateinamerikanischer Abstammung.
35,0 Prozent der Bevölkerung waren unter 18 Jahre alt, 54,7 Prozent waren zwischen 18 und 64 und 10,3 Prozent waren 65 Jahre oder älter. 53,4 Prozent der Bevölkerung war weiblich.

Das mittlere jährliche Einkommen eines Haushalts lag bei 53.750 USD. Das Pro-Kopf-Einkommen betrug 23.016 USD. 7,5 Prozent der Einwohner lebten unterhalb der Armutsgrenze.

## Bekannte Bewohner
- Faye Emerson (1917–1983) – Schauspielerin – geboren in Elizabeth[4]